# Corus flavus
Corus flavus är en skalbaggsart som först beskrevs av Stefan von Breuning 1935.  Corus flavus ingår i släktet Corus och familjen långhorningar. Inga underarter finns listade i Catalogue of Life.